# Pseudactinoposthia daena
Pseudactinoposthia daena är en plattmaskart som först beskrevs av Ernst Marcus 1954.  Pseudactinoposthia daena ingår i släktet Pseudactinoposthia och familjen Actinoposthiidae. Inga underarter finns listade i Catalogue of Life.